# Doomsday Machine
Doomsday Machine ist das sechste Studioalbum der schwedischen Melodic-Death-Metal-Band Arch Enemy und das dritte, auf welchem Angela Gossow den Gesang übernahm. Es wurde am 26. Juli 2005 in den USA und am 22. August in Europa veröffentlicht.

## Musikstil
Das Album setzt den musikalischen Weg von Anthems of Rebellion fort. Das Intro ist instrumental gehalten und soll musikalisch auf das Album einleiten. „Nemesis“ ähnelt dem Lied We Will Rise vom Vorgängeralbum. Ein eingängiger Refrain, der inhaltlich zur Einigkeit der Metal-Szene aufruft, wechselt sich mit Strophen ab. Auffällig ist ansonsten noch das fast vier Minuten lange Hybrids of Steel, welches auf Gesang verzichtet. Am Ende von Skeleton Dance wird das Todesgedicht von Ōta Dōkan zitiert.
Nach diesem Album nahm sich Christopher Amott eine Auszeit, um sein Studium fortzusetzen. Er kehrte beim Nachfolgealbum Rise of the Tyrant im Jahr 2007 wieder in die Band zurück.

## Versionen
Es existiert sowohl eine LP-Version des Albums als auch eine limitierte Auflage mit Bonus-DVD. Die DVD enthält mehrere Liveclips und das Musikvideo zu dem auf dem Album enthaltenen Song Nemesis.

## Erfolge
Das Album erreichte Platz 81 der Albumcharts in den Vereinigten Staaten, in Schweden kletterte es auf Platz 23 der Albumcharts und Platz 2 der Hardrock-/Metal-Charts.

## Titelliste
1. Enter the Machine – 2:02
2. Taking Back My Soul – 4:34
3. Nemesis – 4:11
4. My Apocalypse – 5:25
5. Carry the Cross – 4:11
6. I Am Legend / Out for Blood – 4:58
7. Skeleton Dance – 4:33
8. Hybrids of Steel – 3:48
9. Mechanic God Creation – 5:59
10. Machtkampf  – 4:15
11. Slaves of Yesterday – 5:00